# منظمة هبة
منظمة هبة هي منظمة طبية إغاثية إنسانية تأسست في العام 2013 بمدينة الريحانية بهدف تقديم الدعم الإنساني للاجئين السوريين المتضررين من ظروف الحرب في سوريا، والمنظمة مسجلة ومرخصة وفق القانون التركي لمزاولة النشاط الطبي والإغاثي على الأراضي التركية باسم: "Insani yardım Derneği "HIBA وتوجه المنظمة نشاطها نحو أكثر المتضررين ممن يواجهون ظروف الحصار وشح الإمكانيات العلاجية والدوائية، وتعمل على إيصال المساعدات الإغاثية والخدمات الطبية إلى تلك المناطق.
تتعاون المنظمة في تحقيق أهدافها مع مجموعة من الهيئات والمنظمات المحلية والدولية لتقديم الخدمات الإغاثية والطبية والتنموية، وقد وقعت المنظمة مجموعة من مذكرات التفاهم والاتفاقيات مع عدد من الهيئات بهذا الصدد.
لدى المنظمة مقر رئيسي في مدينة الريحانية ودار لعلاج الجرحى، كما لديها وجود بالقرب من الحدود التركية يشمل مكاتب ومستودعات للقيام بمسؤوليات التوزيع وإدارة العمل الإغاثي.
يبلغ عدد العاملين في المنظمة 50 شخصاً تقريباً، ويوجد لدى المنظمة هيكل تنظيمي يوضح الأدوار والمسؤوليات المنوطة بعمل المنظمة، ولوائح لتنظيم الإجراءات الداخلية، ونظام محاسبي مالي يضبط حركة الأصول والتدفقات المالية.

## روابط خارجية
موقع فيس بوك
موقع لينكد إن